# 1626 Sadeya
Az 1626 Sadeya (ideiglenes jelöléssel 1927 AA) a Naprendszer kisbolygóövében található aszteroida. Josep Comas Solà fedezte fel 1927. január 10-én, Barcelonában.